# Mimoclystia semiflava
Mimoclystia semiflava là một loài bướm đêm trong họ Geometridae.